# Зброя масового ураження Сирії
Зброя масового ураження Сирії — це дослідження, виготовлення, накопичення і ймовірне використання Сирією зброї масового знищення, яка включає хімічну та ядерну зброю.
14 вересня 2013 року США та Росія оголосили про угоду про ліквідацію запасів хімічної зброї в Сирії до червня 2014 року . У жовтні 2013 року Спільна місія ОЗХЗ-ООН знищила все заявлене в Сирії обладнання для виробництва та змішування хімічної зброї. Кілька місяців по тому Сирія заявила, що підтримує програму хімічної зброї з рицину, яка, як стверджує сирійський уряд, потрапила в руки сирійської опозиції на сході країни. Наступного місяця Сирія також розповіла, що має ще 4 раніше приховані об'єкти виробництва хімічної зброї. Ізраїльська розвідувальна спільнота вважає, що сирійський уряд зберігає кілька тонн хімічної зброї.
Сирія намагалася розробити ядерну зброю за допомогою Північної Кореї, але її реактор з виробництва плутонію був знищений ВПС Ізраїлю в 2007 році (див. операцію «Поза межами»). Досьє про Сирію в Міжнародному агентстві з атомної енергії (МАГАТЕ) залишається відкритим на тлі того, що Сирія не відповіла на запитання МАГАТЕ про зруйнований об'єкт, який, за висновком МАГАТЕ, був «дуже ймовірним» ядерним реактором, включаючи місцезнаходження ядерного палива реактора. У січні 2015 року повідомлялося, що сирійський уряд підозрюється у будівництві атомної станції в Ель-Кусейрі, Сирія.

## Передумови
Після ізраїльської окупації Голанських висот під час Шестиденної війни 1967 року та Південного Лівану в 1978 році сирійський уряд розглядав військову міць Ізраїлю як загрозу безпеці Сирії. Сирія вперше придбала хімічну зброю з Єгипту в 1973 році як військовий засіб стримування проти Ізраїлю до початку війни Судного дня . Незважаючи на те, що сирійські чиновники прямо не заявляли про наявність хімічної зброї, вони натякали на це у промовах, а також попереджали про відплату. Внутрішній сирійський потенціал хімічної зброї, можливо, був розроблений за непрямої російської, німецької, китайської технічної та матеріально-технічної підтримки. Імовірно, Сирія імпортувала прекурсори хімічної зброї подвійного використання та виробниче обладнання із Західної Європи, Китаю та Північної Кореї.
У 1997 році аналітик з питань безпеки Зухаїр Діаб, який працював дипломатом у сирійському міністерстві закордонних справ з 1981 по 1985 рік, написав, що ізраїльська ядерна зброя була основною мотивацією для програми сирійської хімічної зброї. Їхнє суперництво з Іраком та Туреччиною також було важливим фактором.
23 липня 2012 року Сирія негласно підтвердила, що володіє запасами хімічної зброї, яка, за її словами, зарезервована для національної оборони від іноземних держав.
Під час громадянської війни в Сирії в серпні 2012 року сирійські військові відновили випробування хімічної зброї на базі в передмісті Алеппо. Хімічна зброя була головною темою обговорення між сирійським урядом та світовими лідерами, а військове втручання Заходом розглядалося як потенційний наслідок використання такої зброї.

## Хімічна зброя

### Сирійська програма хімічної зброї
Сирійська програма хімічної зброї почалася в 1970-х роках зі зброї та навчання фахівцями з Єгипту та Радянського Союзу, а виробництво хімічної зброї в Сирії почалося в середині 1980-х років. Під час вибуху в сирійському складі зброї в липні 2007 року існували припущення, що в інциденті стався на секретному об'єкті хімічної зброї.
До вересня 2013 року Сирія була однією з небагатьох держав, які не ратифікували Конвенцію про заборону хімічної зброї і публічно не визнали володіння хімічною зброєю, хоча західні спецслужби вважали, що вона має величезні запаси. У вересні 2013 року французька розвідка підрахувала сирійські запаси в 1000 тонн, включаючи іприт, VX і «кілька сотень тонн зарину». Після міжнародного засудження хімічної атаки в Гуті в серпні 2013 року, за яку західні держави покладали відповідальність на сирійський уряд (тоді як Сирія та Росія поклали відповідальність на сирійських повстанців у громадянській війні в Сирії), у вересні 2013 року Сирія приєдналася до Конвенції (офіційно приєднавшись 14 жовтня), як частина своєї угоди про знищення своєї хімічної зброї під наглядом Організації із заборони хімічної зброї (ОЗХЗ). У жовтні 2013 року ОЗХЗ виявила загалом 1300 тонн хімічної зброї.
16 жовтня 2013 року ОЗХЗ та Організація Об'єднаних Націй офіційно створили спільну місію для нагляду за ліквідацією сирійської програми хімічної зброї до середини 2014 року, яка була оголошена завершеною у січні 2016 року. Як повідомляє Reuters, хімічний аналіз, проведений у січні 2018 року на зразках знищених запасів, збігається з деякими хімічними маркерами, такими як гексамін, унікальним для сирійського рецепту зарину, із зразками атаки в Гуті 21 серпня 2013 року, а також із зразками опитаних з Хан-Шейхуна і місця нападу Хан Аль-Ассаль.

### Сирійська опозиція має хімічну зброю
Сирійський уряд стверджує, що опозиція має можливість здійснити великі хімічні атаки, подібні до тих, що спостерігалися в Гуті. Такі джерела, як Сполучені Штати та Human Rights Watch, не погоджуються, стверджуючи, що немає значущих доказів того, що опозиція має значний потенціал хімічної зброї.
Сирійське військове джерело повідомило SANA, офіційному інформаційному агентству в Сирії, що сирійська армія вилучила два контейнери із зарином разом з автоматичними гвинтівками, пістолетами та саморобними бомбами у схованці повстанців у районі Аль-Фараї (також пишеться як Аль-Фарайя) міста Хама 1 червня 2013 року, який був ареною боїв між урядовими військами та озброєними опозиційними угрупованнями. Сирійський уряд оголосив ці два балони «покинутою хімічною зброєю» і повідомив ОЗХЗ, що «ці предмети їм не належать». 14 червня 2014 року Спільна місія ОЗХЗ-ООН підтвердила, що балони містили зарин. 7 липня 2014 року Генеральний секретар ООН Пан Гі Мун поінформував Раду Безпеки ООН про висновки.
У грудні 2013 року журналіст-розслідувач Сеймур Герш суперечливо повідомив, що влітку 2013 року кілька фахівців спецслужб США нібито зробили надто таємні оцінки щодо можливої наявності хімічної зброї у сирійських повстанців. Герш сказав, що нібито фахівці зробили висновок про те, що Фронт Ан-Нусра та Аль-Каїда в Іраку були здатні придбати, виробляти та розгортати газ зарин «у великій кількості». Речник директора національної розвідки відповів, що звіт Герша «просто неправдивий».
8 квітня 2016 року представник повстанського угруповання заявив, що «зброя, не дозволена для використання в таких видах конфронтації» була використана проти курдських ополченців і цивільних осіб у районі Шейх Максуд в Алеппо . Він заявив, що «один з наших командирів незаконно застосував вид зброї, який не входить до нашого списку». Він не уточнив, які речовини були використані, але, за даними Курдського Червоного Півмісяця, симптоми відповідали використанню газоподібного хлору або інших агентів. Велат Мемо, лікар з курдського Червоного Півмісяця, сказав, що постраждалі люди «блюють і у них важко дихати». Згодом Джейш аль-Іслам пояснив, що йдеться про "модифіковані ракети "Град ", а не про хімічну зброю.

### Використання іприту ІДІЛ
У вересні 2015 року BBC повідомила, що, за словами неназваного американського чиновника, США вважають, що Ісламська держава (ІДІЛ) щонайменше чотири рази використовувала порошкоподібний іприт у Сирії та Іраку, що ІДІЛ, ймовірно, сама виготовила іприт, ймовірно, мала активну дослідницьку групу з хімічної зброї. Іприт є відносно простою хімічною зброєю у виготовленні, і, враховуючи роззброєння сирійського уряду хімічною зброєю, аналітики вважали малоймовірним, що ІДІЛ придбала іприт, захопивши сховища сирійського уряду. BBC також заявила, що команда BBC на кордоні Туреччини та Сирії побачила підтверджуючі докази.

## Біологічна зброя
Вважається, що Сирія не має біологічної зброї. Проте є деякі повідомлення про активну програму досліджень і виробництва біологічної зброї. За словами консультанта НАТО Джилла Деккера Сирія працювала над сибіркою, чумою, туляремією, ботулізмом, віспою, афлатоксином, холерою, рицином і верблюжою віспою, а також використовувала російську допомогу в установці сибірської виразки в боєголовки ракет. Вона також заявила, що «вони розглядають свій біохімічний арсенал як частину звичайної програми озброєння».

## Ядерна програма
Сирія є учасником Договору про нерозповсюдження ядерної зброї (ДНЯЗ) з 24 вересня 1969 року і має обмежену цивільну ядерну програму. У 1991 році Китай продав Сирії мініатюрний реактор із джерелом нейтронів під назвою SRR-1. До початку громадянської війни в Сирії було відомо, що в Сирії працював лише китайський реактор. Незважаючи на те, що вона стверджує, що є прихильником створення зони вільної від зброї масового знищення (WMDFZ) на Близькому Сході (Сирія не передала листа, що підтверджує свою підтримку WMDFZ), Сирію звинуватили у здійсненні військової ядерної програми. з повідомленням про ядерний об'єкт у пустельному сирійському регіоні Дайр-ез-Заур. Вважалося, що компоненти реактора були розроблені та виготовлені в Північній Кореї, причому реактор за формою та розміром разюче схожий на північнокорейський центр ядерних наукових досліджень Йонгбон. Атомний реактор ще будувався.
Ця інформація настільки стривожила ізраїльські військові та розвідку, що виникла ідея цілеспрямованого авіаудару, в результаті чого 6 вересня 2007 року була проведена операція "Поза межами ", в результаті якої вісім ізраїльських літаків знищили об'єкт. Кажуть, що ізраїльський уряд відхилив ідею операції від адміністрації Буша, хоча остання відмовилася від участі. Співробітники американської розвідки заявили про низьку впевненість у тому, що це місце було призначене для розробки зброї. Атомний реактор був знищений під час ізраїльського нападу, в результаті якого також загинули близько десяти північнокорейських робітників.
Атака не викликала міжнародного обурення чи будь-яких серйозних сирійських кроків у відповідь, оскільки обидві сторони намагалися зберегти це в таємниці: Ізраїль не хотів публічності щодо порушення ним режиму припинення вогню, а Сирія не хотіла визнавати існування свого таємного ядерного обладнання. 

### Відкриті ядерні програми
Сирія намагалася придбати невеликі ядерні реактори дослідницького типу у Китаї, Росії, Аргентині та інших країн. Незважаючи на те, що ці спроби закупівлі були відкрито розкриті та контролювали МАГАТЕ, міжнародний тиск призвів до того, що всі ці закупівлі були скасовані. У Сирії були відкриті програми ядерних досліджень, у тому числі китайське нереакторне мініатюрне джерело нейтронів, яке контролювало МАГАТЕ.
26 листопада 2008 року Рада керуючих МАГАТЕ схвалила технічну допомогу для Сирії, незважаючи на звинувачення Заходу, що Сирія має секретну атомну програму, яку врешті-решт можна було б використати для виробництва зброї. Китай, Росія та країни, що розвиваються, розкритикували західне «політичне втручання», яке, на їхню думку, підриває програму МАГАТЕ зі сприяння розвитку цивільної атомної енергетики. Високопоставлений чиновник ООН з ядерної зброї також рішуче дорікнув західним державам за спроби відхилити запит, заявивши, що це не слід робити без доказів і лише за наявності розслідування.

### Нібито ядерний реактор

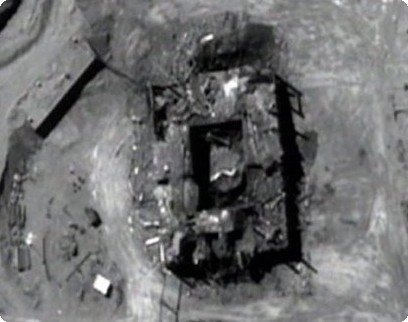
Супутникове фото зруйнованого місця

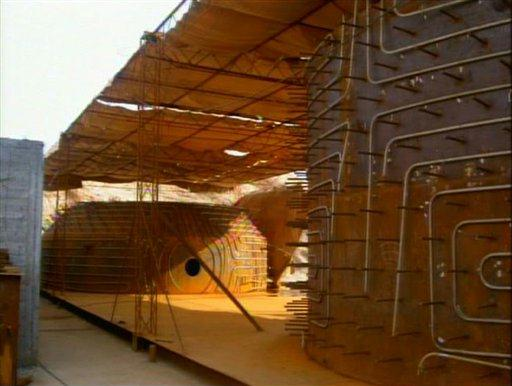
Розвідувальна світлина передбачуваного корпусу реактора, що будується

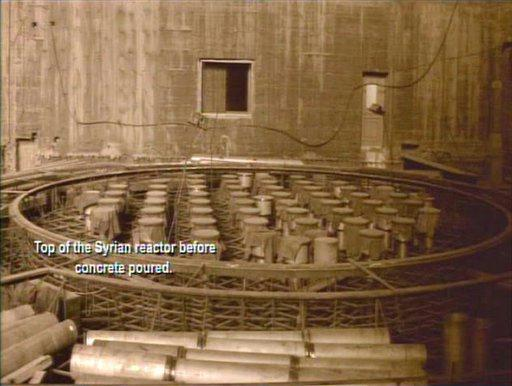
Розвідувальна світлина передбачуваної головки реактора та паливних каналів, що будуються

#### Бомбардування імовірного реактора
6 вересня 2007 року Ізраїль здійснив бомбардування офіційно невідомого об'єкта в Сирії, який, на його думку, був ядерним реактором, що будується, в рамках операції під назвою «Поза межами» . Далі стверджувалося, що ядерний реактор ще не працював і до нього не було введено жодного ядерного матеріалу. Найвищі чиновники американської розвідки стверджували, що сайт призначений для розробки зброї.
Повідомлення західної преси стверджували, що ізраїльський повітряний удар стався після доставки вантажу в Сирію північнокорейським вантажним судном, і що Північна Корея, як підозрюється, постачала реактор до Сирії для програми ядерної зброї. 24 жовтня 2007 року Інститут науки та міжнародної безпеки оприлюднив доповідь, в якій визначив ділянку в провінції Дайр-ез-Заур на сході Сирії як підозрюваний реактор. У доповіді висловлюється припущення про схожість між сирійською будівлею та північнокорейським центром ядерних наукових досліджень Йонбьон, але говориться, що робити остаточне порівняння ще зарано. 25 жовтня 2007 року західні ЗМІ повідомили, що головна будівля та будь-яке сміття з неї після авіаудару були повністю демонтовані та вивезені сирійцями.

#### Реакція на звинувачення
23 червня 2008 року інспекторам МАГАТЕ було дозволено відвідати майданчик Дайр-ез-Заур (також званий Аль-Кібар) і взяти зразки уламків. 19 листопада 2008 р. у звіті МАГАТЕ було зазначено, що «значну кількість частинок природного урану», що утворилися в результаті хімічної обробки, було знайдено на майданчику Аль-Кібар; однак МАГАТЕ не знайшло достатніх доказів, щоб довести, що Сирія розробляє ядерну зброю. Деякі американські ядерні експерти висловлювали припущення про схожість між ймовірним сирійським реактором і північнокорейським реактором Йонгібон, але генеральний директор МАГАТЕ Ель-Барадей зазначив, що «уран був, але це не означає, що реактор був». Ель-Барадей виявив невдоволення Сполученими Штатами Америки та Ізраїлем за те, що вони лише надали МАГАТЕ світлини бомбардованого об'єкта в Сирії, а також закликав до обережності проти передчасного оцінювання атомної програми Сирії, нагадуючи дипломатам про неправдиві заяви США про наявність зброї масового ураження у Саддама Хусейна. Росія, Китай, Іран та позаблокові країни також підтримали надання Сирії ядерних орієнтирів, незважаючи на тиск з боку Сполучених Штатів.
Джозеф Сірінчоне, експерт із розповсюдження ядерної зброї та голова вашингтонського фонду Plowshares Fund, прокоментував: «Ми повинні спочатку навчатися з минулого і бути дуже обережними щодо будь-яких розвідувальних даних США про зброю іншої країни». Сирія засудила «фабрикацію і підробку фактів» щодо інциденту.
Генеральний директор МАГАТЕ Мохамед ель-Барадей розкритикував страйки і висловив жаль з приводу того, що інформація щодо цього питання не була передана його агентству раніше. Сирія відмовилася дозволити МАГАТЕ відвідувати інші військові об'єкти, щодо яких нещодавно висунули звинувачення Сполучених Штатів, стверджуючи, що вона побоюється, що надмірна відкритість з її боку спонукатиме США протягом багатьох років невпинного міжнародного контролю. Сирія заявила, що буде добровільно співпрацювати з МАГАТЕ і надалі, якщо це не буде «за рахунок розкриття наших військових об'єктів або створення загрози нашій національній безпеці».
Рух неприєднання закликав до створення зони, вільної від ядерної зброї на Близькому Сході, і закликав до всеосяжного багатостороннього переговорного інструменту, який забороняє загрози нападів на ядерні об'єкти, призначені для мирного використання ядерної енергії. Рада співробітництва Перської затоки також закликала до Близького Сходу, вільного від ядерної зброї, і визнання права країни на експертизу в галузі ядерної енергетики в мирних цілях. МАГАТЕ також схвалило резолюцію, яка закликає всі країни Близького Сходу відмовитися від атомних бомб.

### Інспекції МАГАТЕ
Відмовляючись коментувати звіти протягом шести місяців, адміністрація Буша проінформувала Конгрес та МАГАТЕ 24 квітня 2008 року, заявивши, що уряд США «впевнений», що Сирія будує «прихований ядерний реактор», який «не призначений для мирних цілей». Брифінг включав оприлюднення супутникових фотографій місця бомбардування, а також фотознімків з розвідки зверху та на рівні землі, що будується, включаючи передбачувану сталеву оболонку корпусу реактора перед заливкою бетону та імовірну конструкцію головки реактора.
27 квітня 2008 року президент Сирії Башар Асад заявив, що об'єкт Дайр-Альзур був просто «військовим об'єктом, який будується, а не ядерним об'єктом, як стверджували Ізраїль та Америка», і що мета Сирії — без'ядерний центр Східний. Сирія дозволила відвідати об'єкт МАГАТЕ 23 червня 2008 року, яке відібрало проби навколишнього середовища, які виявили наявність штучного урану та інших матеріалів, відповідних реактору. Сирія відхилила запити МАГАТЕ надати додаткову інформацію або доступ до сайту Dair Alzour.
Розслідування МАГАТЕ у 2009 році повідомило про наявність урану та графіту і прийшло до висновку, що на об'єкті були елементи, схожі на незадекларований ядерний реактор. Спочатку МАГАТЕ не змогло підтвердити чи спростувати природу об'єкта, оскільки, за даними МАГАТЕ, Сирія не надала необхідної співпраці з розслідуванням МАГАТЕ. Сирія заперечує ці заяви.
24 травня 2011 року генеральний директор МАГАТЕ Амано оприлюднив доповідь, у якій зробив висновок, що зруйнована будівля була «дуже ймовірно» ядерним реактором, який Сирія зобов'язана була оголосити відповідно до своєї угоди про гарантії ДНЯЗ. 9 червня 2011 року Рада керуючих МАГАТЕ проголосувала 17 проти 6 (при 11 утриманих) повідомити про це як невідповідність Раді Безпеки ООН.

## Системи доставлення
Національний центр повітряної та космічної розвідки США повідомив у 2009 році, що Сирія володіє ракетами Скад-Д і Точка, з менш ніж 100 пусковими установками. Крім того, Сирія має авіаційні та артилерійські системи доставки.

## Міжнародне партнерство
Дипломатичні телеграми Сполучених Штатів показали, що дві індійські фірми допомагали сирійським виробникам хімічної та біологічної зброї отримати обладнання, яке контролює Австралійська група. В одній телеграмі говорилося, що Індія «має загальне зобов'язання як держава-учасниця Конвенції про хімічну зброю ніколи, ні за яких обставин не допомагати комусь у розробці хімічної зброї».
У 2012 році іранські та північнокорейські чиновники та вчені були доставлені на бази та випробувальні зони, щоб допомогти у розробці та застосуванні хімічної зброї.
У листопаді 2014 року антиурядова Сирійська обсерваторія з прав людини повідомила, що п'ятеро вчених-ядерників, один з яких був громадянином Ірану, були вбиті озброєним чоловіком у Дамаску. Розповідь проурядового Аль-Ватана відрізнялася, повідомляючи, що було вбито «чотирьох атомників та інженерів-електриків». Аль-Ватан припустив, що за атакою може стояти Фронт Нусра ; інші підозрюють Ізраїль.